# تروور فرانسیس
تروور فرانسیس (انگلیسی: Trevor Francis؛ ۱۹ آوریل ۱۹۵۴ – ۲۴ ژوئیه ۲۰۲۳) بازیکن فوتبال اهل انگلستان بود که سابقهٔ بازی در تیم ملی فوتبال انگلستان را در کارنامهٔ خود دارد. وی در تاریخ ۹ فوریه ۱۹۷۷ نخستین بازی ملی خود را در مقابل تیم ملی فوتبال هلند انجام داد و با حضور در ۵۲ بازی ملی، در تاریخ ۲۳ آوریل ۱۹۸۶ واپسین بازی ملی‌اش را در برابر تیم ملی فوتبال اسکاتلند برگزار کرد.
تروور بین سال‌های ۱۹۸۸ و ۲۰۰۳، مربی تیم‌های کوئینز پارک رنجرز، شفیلد ونزدی، بیرمنگام سیتی و کریستال پالاس بود. او در رقابتهای تیم ملی فوتبال انگلستان ۱۲ گل به ثمر رساند.

## زندگی شخصی و مرگ

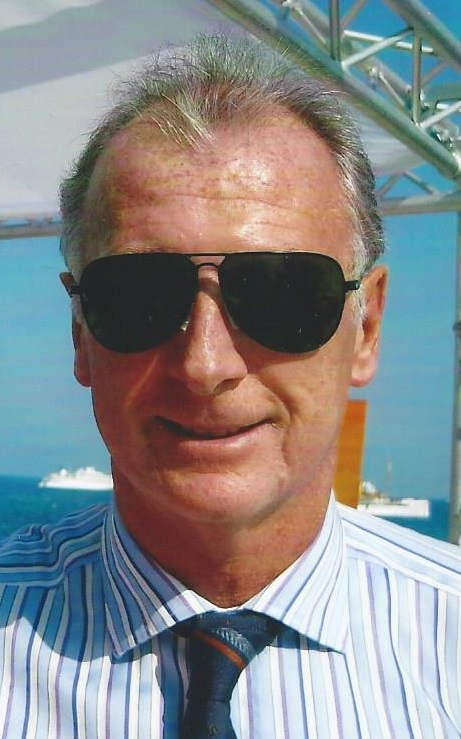
فرانسیس در ۲۰۱۹

فرانسیس در سال ۱۹۷۴ با هلن ازدواج کرد. این زوج صاحب دو فرزند شدند. در ۵ آوریل ۲۰۱۷، گزارش شد که هلن فرانسیس درگذشت.
فرانسیس در ۱۳ آوریل ۲۰۱۲، پس از یک حمله قلبی مشکوک در بیمارستان بهبود پیدا کرد.
اما وی در ۲۴ ژوئیه ۲۰۲۳ بر اثر یک حمله قلبی در خانه‌اش در نزدیکی ماربلا، اسپانیا درگذشت. او ۶۹ سال داشت.